# 管理科學
管理科学是一門跨学科研究，主要研究各個组织和企業中遇到问题時如何解决問題以及决策流程，它与管理学、经济学、企業、工程学、管理咨询和其他领域有着密切的联系。該門學科運用到各种以科学研究为基础的原理、策略和分析方法，例如数学模型、统计学和数值分析，通过对复杂的问题分析以獲得最优或接近最优的解决方案，提高组织和企業管理和决策的能力。管理科学運用各种科学方法帮助企业实现目标。
管理科學最初是应用数学的产物，即主要确定一些目标函数的最优值（利润、装配线性能、作物产量、带宽等的最大值或损失、风险、成本等最小值）。現今管理科学研究領域可以涵蓋所有企業活动，並對企業遇到的问题以数学形式進行解答，讓相關決策人在管理方面有所收穫。